# Emam-Ali Habibi
Emam-Ali Habibi Goudarzi (in persiano امامعلی حبیبی گودرزی‎; Babol, 13 aprile 1931) è un ex lottatore iraniano, specializzato nella lotta libera.

## Palmarès

### Olimpiadi
- 1 medaglia:
  - 1 oro (Melbourne 1956 nei 67 kg)

### Mondiali
- 3 medaglie:
  - 3 ori (Teheran 1959 nei 73 kg; Yokohama 1961 nei 73 kg; Toledo 1962 nei 78 kg)

### Giochi asiatici
- 1 medaglia:
  - 1 oro (Tokyo 1958 nei 67 kg)